# Maddenahatti, Nagamangala
Maddenahatti là một làng thuộc tehsil Nagamangala, huyện Mandya, bang Karnataka, Ấn Độ.